# Furggeltihorn
Furggeltihorn är en bergstopp i Schweiz.   Den ligger i regionen Surselva och kantonen Graubünden, i den sydöstra delen av landet, 130 km öster om huvudstaden Bern. Toppen på Furggeltihorn är 3 043 meter över havet, eller 185 meter över den omgivande terrängen. Bredden vid basen är 0,81 km.
Terrängen runt Furggeltihorn är huvudsakligen bergig. Runt Furggeltihorn är det mycket glesbefolkat, med 5 invånare per kvadratkilometer.. Närmaste större samhälle är Acquarossa, 13,2 km sydväst om Furggeltihorn. 
Trakten runt Furggeltihorn består i huvudsak av gräsmarker.